# Кардетти, Джорджо
Джорджо Кардетти (итал. Giorgio Cardetti; 25 июня 1943, Повельяно-Веронезе — 20 июля 2008, Турин) — итальянский журналист и политик.

## Биография
Джорджо присоединился к Итальянской социалистической партии ещё в молодости. Был лидером Федерации молодых социалистов, молодёжной организации ИСП. Журналист RAI с 1969 года и в 1979 году был первым ведущим TG3 Piemonte на радио и телевидении, оповещая наиболее важные события Турина и Пьемонта.
Он стал членом городского совета Турина в 1974 году. В 1975 году он стал депутатом при первом правительстве Дьего Новелли, а в 1985—1987 годах был мэром Турина, став при этом первым туринским мэром-социалистом.
В 1987 году он подал в отставку и стал депутатом Палаты депутатов Италии, представляя интересы социалистов и Радикальной партии. Впоследствии стал членом Партии социал-демократов и провинциальным секретарём Турина.
На парламентских выборах 2006 года он был кандидатом в Палату депутатов как член «Розы в кулаке». Он продолжал свою политическую деятельность, особенно на этапе съезда первого Национального конгресса Социалистической партии.
Погиб 20 июля 2008 года из-за рака, его тело было похоронено на монументальном Туринском кладбище.